# Consejo de Energía Suramericano

UNASUR.

El Consejo de Energía Suramericano fue un órgano político de la Unasur. Su establecimiento se dio en la primera Cumbre Energética Suramericana que tuvo lugar en abril de 2007 en la Isla Margarita del estado venezolano de Nueva Esparta.

## Historia
Este consejo nació por la voluntad política de unificar de estrategias integrales comunes que permitan en el corto y mediano plazo, potenciar los recursos y asegurar, junto a múltiples mecanismos, la soberanía y la auto-sustentabilidad, “potenciando el uso de recursos renovables, mitigando los efectos del cambio climático y asegurando el rol del desarrollo energético como elemento fundamental de inclusión y desarrollo social”.  (Poveda, 2015)
La desigual distribución y el desigual consumo de los recursos en la región determina que la mitad de los países miembros sean importadores (Brasil, Chile, Argentina, Uruguay, Suriname y Guyana, de mayor a menor) y la otra mitad sean exportadores (Venezuela, Colombia, Ecuador, Bolivia, Paraguay y Perú, de mayor a menor), pero si se toma a los doce países de la UNASUR como una unidad a partir de las políticas de integración, el balance energético indica que se trata de un bloque autosuficiente y que inclusive cuenta con saldos exportables (UNASUR-OLADE, 2012 y Consejo Asesor, 2012).
Esto ha generado que se promueva la integración energética para el aprovechamiento integral, sostenible y solidario de los recursos de la región; el fortalecimiento de la infraestructura para interconexión entre los pueblos; el consumo racional y sostenible; la eficiencia energética; las energías renovables y la asociación entre el sector público y el privado. Estas iniciativas se han materializado en acuerdos y proyectos de integración binacional de mercados eléctricos: Brasil-Uruguay, Brasil-Paraguay, Brasil-Argentina, Ecuador-Colombia; Argentina importa gas natural boliviano, combustibles venezolanos (fuel oil y gasoil) y tiene acuerdos eléctricos con Paraguay, Brasil y Uruguay. En cambio, buena parte de las iniciativas multilaterales no fueron concretadas aún debido a que prevalecen conflictos y diferencias de orden político, institucional y jurídico. Proyectos como la Red de Gasoductos del Sur (que suponía la comercialización de gas peruano y boliviano en el Cono Sur) o el Gran Gasoducto del Sur (que proveería gas venezolano a toda la región), que interesaban especialmente a Argentina para asegurarse el suministro de gas natural por tierra en lugar de comprar GNL vía marítima -más costoso y menos seguro-, fueron descartados por el momento.
Todos estos proyectos sin duda representan progresos innegables en materia de interconexiones; sin embargo, aún se está lejos de poder hablar de mercados eléctricos regionales integrados.[1]
[1] El CES todavía se encuentra trabajando en el Tratado Energético Suramericano; además de la elaboración del Balance Energético Suramericano, la identificación de proyectos estructurales y el estudio de la viabilidad de creación de un instituto de investigaciones energéticas.